# Hippoporina porosa
Hippoporina porosa är en mossdjursart som först beskrevs av Addison Emery Verrill 1879.  Hippoporina porosa ingår i släktet Hippoporina och familjen Bitectiporidae. Inga underarter finns listade i Catalogue of Life.